# Файссал Аль-Мазьяні
Файсса́л Аль-Мазьяні́ (нід. Faissal Al Mazyani, араб. فيصل المزياني; нар. 18 січня 2005) — бельгійський і марокканський футболіст, захисник нідерландського клубу «Валвейк».

## Клубна кар'єра

### «Генк»
Займвався футболом в системі «Васланд-Беверен», звідки 2015 року перейшов до академії «Генка». 17 травня 2021 року підписав з клубом свій перший професіональний контракт. 
2 вересня 2022 року дебютував за фарм-клуб «Йонг Генк» в матчі Челленджер Про-ліги проти «СЛ16». 1 жовтня 2023 року в поєдинку проти «Дендера» забив свій перший гол у кар'єрі. 10 листопада того ж року продовжив контракт з «Генком» до літа 2025 року.

### «Валвейк»
2 вересня 2024 року перейшов у нідерландський «Валвейк», підписавши трирічний контракт. 19 жовтня 2024 року дебютував за нову команду в матчі Ередивізі проти «Твенте», вийшовши на заміну Тіму ван де Ло. 17 грудня 2024 грудня в поєдинку Кубка Нідерландів проти «Камбюра» забив свій перший гол за «Валвейк». За підсумками січня 2025 року визнаний талантом місяця в Ередивізі.

## Кар'єра в збірній
Виступав за збірні Бельгії до 17 і до 18 років. У травні 2022 року в складі збірної до 17 років виступав на юнацькому чемпіонаті Європи в Ізраїлі. На турнірі провів один матч, а його команда не змогла вийти з групи.
З 2023 року почав представляти Марокко на міжнародному рівні. Виступав за збірні Марокко до 20 і до 23 років.

## Статистика виступів
Станом на 18 травня 2025 
| Клуб              | Сезон             | Чемпіонат           | Чемпіонат | Чемпіонат | Кубок | Кубок | Єврокубки | Єврокубки | Інші  | Інші | Всього | Всього |
| Клуб              | Сезон             | Дивізіон            | Матчі     | Голи      | Матчі | Голи  | Матчі     | Голи      | Матчі | Голи | Матчі  | Голи   |
| ----------------- | ----------------- | ------------------- | --------- | --------- | ----- | ----- | --------- | --------- | ----- | ---- | ------ | ------ |
| Йонг Генк         | 2022–23           | Челленджер Про-ліга | 21        | 0         | —     | —     | —         | —         | —     | —    | 21     | 0      |
| Йонг Генк         | 2023–24           | Челленджер Про-ліга | 25        | 1         | —     | —     | —         | —         | —     | —    | 25     | 1      |
| Йонг Генк         | Всього            | Всього              | 46        | 1         | 0     | 0     | 0         | 0         | 0     | 0    | 46     | 1      |
| Валвейк           | 2024–25           | Ередивізі           | 22        | 0         | 2     | 1     | —         | —         | —     | —    | 24     | 1      |
| Всього за кар'єру | Всього за кар'єру | Всього за кар'єру   | 68        | 1         | 2     | 1     | 0         | 0         | 0     | 0    | 70     | 2      |

## Досягнення
Особисті
- Талант місяця Ередивізі: січень 2025[15]